# Sebastian Niemann
Sebastian Niemann (Lüneburg, 21 de juny 1968) és un director de cinema i guionista alemany.

## Vida
Niemann va començar a estudiar a la Universitat de Televisió i Cinema de Munic l'any 1994 i va poder obtenir el seu primer reconeixement internacional amb el curtmetratge que hi va fer, Verfolger, pel que va rebre el Premi Especial dels Canals de Televisió Europeus, que va ser atorgat al “Festival Internacional de Fantasia, Terror i Ciència Ficció” de Brussel·les. Juntament amb Rainer Matsutani va escriure el guió de la comèdia fantàstica Nur über meine Leiche (1995) amb Katja Riemann i Christoph M. Ohrt i va dirigir Das Spiegelbild , el tercer episodi de la pel·lícula de televisió Geisterstunde (1997) amb Jan Niklas i Corinna Harfouch en els papers principals. L'any 1998, Sebastian Niemann va dirigir el thriller de mister ProSieben Biikenbrennen – Der Fluch des Meeres amb Christoph M. Ohrt i Anja Kling, en el qual va formar equip amb el productor de la primera vegada Christian Becker (aleshores conegut com 'Indigo Filmproduktion').
El 2000 va seguir el primer llargmetratge internacional de Sebastian Niemann: Seven Days to Live amb Amanda Plummer, Sean Pertwee i Nick Brimble. El 2002 va dirigir Das Jesus Video, un thriller d'esdeveniments i aventures en dues parts basat en el best-seller d'Andreas Eschbach, protagonitzat per Matthias Koeberlin i Naike Rivelli. El 2005, el rodatge de Hui Buh – Das Schlossgespenst va tenir lloc a Praga. La pel·lícula es va estrenar als cinemes l'any 2006.
El 2007, Sebastian Niemann va rodar la comèdia romàntica d'assassinats Mord ist mein Geschäft, Liebling amb un repartiment internacional, que es va estrenar el 2009. El 2016 va dirigir el telefilm Jack the Ripper – Eine Frau jagt einen Mörder amb Sonja Gerhardt, Falk Hentschel, Nicholas Farrell i Sabin Tambrea als papers principals. Era previst que Hui Buh und das Hexenschloss s'estrenés als cinemes alemanys el 28 de juliol de 2022, protagonitzada per Michael Bully Herbig, Christoph Maria Herbst, Rick Kavanian, Mina Tander, Nelly Hoffmann, Carmen Maja Antoni i Charlotte Schwab. El rodatge va tenir lloc a Praga i Munic el 2020.

## Filmografia (parcial
- 1994: Verfolger (curtmetratge)
- 1997: Geisterstunde – Fahrstuhl ins Jenseits
- 1999: Biikenbrennen – Der Fluch des Meeres
- 2000: Seven Days to Live
- 2002: Das Jesus Video
- 2006: Hui Buh – Das Schlossgespenst
- 2009: Mord ist mein Geschäft, Liebling
- 2016: Jack the Ripper – Eine Frau jagt einen Mörder
- 2022: Hui Buh und das Hexenschloss

## Guionista
- 1995: Nur über meine Leiche
- 2018: Jim Knopf und Lukas der Lokomotivführer